# Parambassis vollmeri
Parambassis vollmeri is een straalvinnige vissensoort uit de familie van de Aziatische glasbaarzen (Ambassidae). De wetenschappelijke naam van de soort is voor het eerst geldig gepubliceerd in 1995 door Roberts.